# Вибо 210
Вибо 210 (фр. Wibault 210) је француски ловачки авион који је производила фирма Вибо (фр. Wibault). Први лет авиона је извршен 1929. године. 

Упркос добрим летним особинама није ушао у производњу, због великих вибрација трупа при полетању.
Распон крила авиона је био 9,47 метара, а дужина трупа 6,87 метара. Био је наоружан са 2 митраљеза калибра 7,7 милиметара.

## Наоружање
| Наоружање авиона: Вибо 210     |     |
| Ватрено (стрељачко) наоружање  |     |
| Топ                            |     |
| Митраљез                       |     |
| Број и ознака митраљеза        | 2   |
| Калибар                        | 7,7 |
| Бомбардерско наоружање (бомбе) |     |
| Ракетно наоружање (ракете)     |     |